# Église Sainte-Marie-Latine
L’église Sainte-Marie-Latine (ou Sainte-Marie-des-Latins), construite dans ce qui est maintenant le quartier du Muristan de Jérusalem, regroupait un monastère catholique (latin), une église et un hospice destiné aux pèlerins (xenodochium). Cet ensemble a été fondé ou restauré (d'après Anthony Luttrel, suivant Joseph Delaville Le Roulx et Jonathan Riley-Smith) à Jérusalem au milieu du XIe siècle entre 1048 et 1070, par des marchands amalfitains.

## Historique
Mauro di Pantaleone, le plus influents de ces marchands, obtint du calife Fatimides du Caire  « l'autorisation de construire une petite église et une maison pour y loger lorsqu'il venait à Jérusalem ». Après la maison il fit construire le monastère et une église dédiée à la vierge. « L'ensemble fut confié à un abbé et à des moines bénédictins recrutés en Italie du Sud. »
À Frère Gérard fut confié la direction du nouvel hospice ou hôpital, créé vers 1070-1080, au côté de deux autres hospices, qui sont eux, des hôtelleries associées aux monastères et leurs églises de Sainte-Marie-Latine et Sainte-Marie-Madeleine. Il est dédié dans un premier temps à saint Jean l'Aumônier puis à l'aube du XIIe siècle (à la suite de la conquête latine de la première croisade), à Jean le Baptiste au même moment que la dissociation de l'hôpital avec le couvent bénédictin de Sainte-Marie-Latine, il est à l'origine de l’ordre de Saint-Jean de Jérusalem.
Le tracé de l’église du monastère est préservé dans l’actuelle église du Rédempteur de Jérusalem appartenant à l'Église évangélique luthérienne de Jordanie et de Terre sainte, construite en 1898. L'église luthérienne actuelle comprend également le porche médiéval du nord avec ses ornementations du zodiaque. Le cloître médiéval est en partie préservé dans l'hospice luthérien voisin.

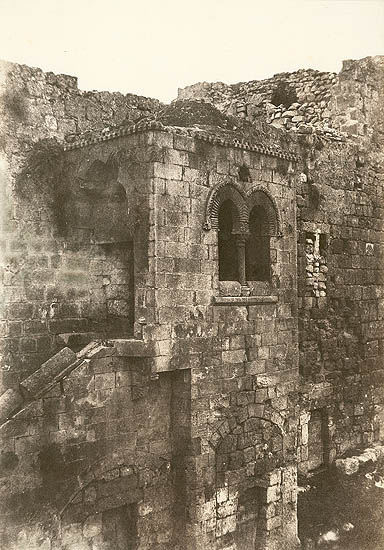
Escalier.
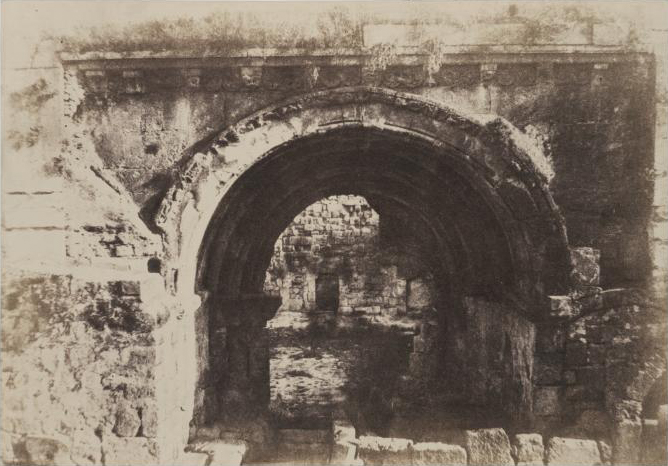
Portail.

## Sources
- Alain Demurger, Les Hospitaliers, de Jérusalem à Rhodes, 1050-1317, Paris, Tallandier, 2013, 2013, 574 p. (ISBN 979-10-210-0060-5, lire en ligne).